# 红砂坝镇
红砂坝镇，是中华人民共和国内蒙古自治区乌兰察布市丰镇市下辖的一个乡镇级行政单位。

## 行政区划
红砂坝镇下辖以下地区：
土城村、王家卜村、十八台村、砂卜村、丰乐窑村、三义永村、石庄沟村、向阳村和西边墙村。

## 交通
- 京包铁路：红砂坝站
- 208国道